# Kasjubiske sødistrikt
Det Kasjubiske sødistrikt (polsk: Pojezierze Kaszubskie) er en mesoregion og et sølandskab i Voivodskabet Pommern i Polen. Regionen har et areal på 3000 km² og ligger op til 329 meter over havets overflade. Det højeste bjerg er Wieżyca i det kasjubiske Schweiz, den højeste del af det kasjubiske sødistrikt.

## Beliggenhed
Søområdet ligger i den nordlige del af Polen, lige syd for Koszlin-kystområdet - adskilt af Reda-Leba-glacialdalen og Damnica-plateauet, i nordøst Pobrzeże Gdańskie med den kasjubiske kyst, i øst Vistula-Nogat deltaet, i sydøst Starogardzkie sødistrikt og i sydvest Tucholaskoven (Tuchel hede) og mod vest Polanów-højlandet.

## Geologi
Det kasjubiske sødistrikt består af et stort antal søer i et morænelandskab, karakteriseret af gletsjerkløfter mellem bakkerne. Disse blev skabt af smeltevandets slibende virkning, da gletsjerne smeltede, og som senere optog søerne.

## Søer
- Wdzydze
- Jezioro Ostrzyckie
- Jezioro Raduńskie Górne
- Jezioro Raduńskie Dolne
- Jezioro Patulskie
- Jezioro Dąbrowskie
- Lubowisko
- Brodno Wielkie
- Małe Brodno
- Kłodno

## Floder
Det kasjubiske sødistrikt afvandes til Wisła eller direkte i Østersøen. Regionens floder omfatter Radunia, Reda, Łeba, Motława, Wierzyca, Słupia, Łupawa.

## Moræner
Det kashubiske sødistrikt ligger højere end Pojezierze Starogardzkie mod syd. De højeste moræner ligger op til 329 moh.

## Bebyggelser
Der er små byer som Kościerzyna, Kartuzy og Żukowo samt de vestlige distrikter i Gdańsk og Gdynia i søområdet, som har mange naturreservater.